# Opération fric
Pour plus de détails, voir Fiche technique et Distribution.
Opération fric (titre original : Sette volte sette ou 7 volte 7) est un film italien sorti en 1968, réalisé par Michele Lupo.

## Fiche technique
- Réalisation : Michele Lupo
- Scénario : Sergio Donati
- Images : Franco Villa
- Producteur : Marco Vicario
- Musique : Armando Trovajoli
- Chansons : The Casuals chante Seven Times Seven
- Titre italien : Sette volte sette
- Montage : Sergio Montanari
- Costumes : Walter Patriarca
- Maquillage : Lolli Melaranci, Sandro Melaranci
- Production : Euroatlantica
- Durée : 92 minutes
- Format : 35 mm couleur, mono, rapport de forme : 2.35 : 1
- Genre : Comédie
- Dates de sortie[1] :
  - France : 1968[réf. nécessaire]
  - Italie :  25 février 1969
  - France : 14 juin 1971
  - Japon : 15 mars 1969
  - Espagne : 16 juin 1969 (Barcelone) et 25 août 1969 (Madrid)
  - Hongrie : 25 mars 1970
  - Portugal : 18 juin 1970
  - Danemark : 22 juin 1970
  - Pays-Bas : 10 juillet 1970
  - Allemagne : 18 juin 1973 (Allemagne de l'Ouest) et 29 juillet 1978 (Allemagne de l'Est en télévision)
  - Turquie : 16 février 1970
  - Hong Kong : 18 juillet 1969

## Distribution
- Gastone Moschin : Benjamin Burton
- Lionel Stander : Sam
- Raimondo Vianello : Bodoni
- Gordon Mitchell : Big Ben
- Paolo Gozlino[2] : Bingo
- Nazzareno Zamperla[3] : Bananas
- Teodoro Corrà[4] : Briggs
- Erika Blanc : Mildred
- Terry-Thomas : Inspecteur de Scotland Yard
- Turi Ferro : Bernard
- Adolfo Celi : Warden
- Neil McCarthy : Mr. Docherty
- Gladys Dawson : miss Higgins
- Ray Lovelock : amoureux de Mildred
- Christopher Benjamin : le directeur du club
- Lionel Murton : Walter le serveur du club
- John Bartha : prisonnier de la mine
- Charles Borromel : agent
- Fulvio Mingozzi : gardien de prison Jones
- Geoffrey Copleston: inspecteur chef
- Pupo De Luca (en) : commentateur
- David Lodge : sergent

## Fiche technique

### Liste des chansons
| 1. | The Getaway       | 4:27 |
| 2. | Seven Times Blues | 3:07 |
| 3. | The Red Bus       | 2:20 |
| 4. | Seven Times Seven | 2:54 |
| 5. | The Big Brain     | 2:43 |

| 7.  | Seven Times Seven | The Casuals | The Casuals | 3:25 |
| 8.  | Seven Times Blues |             |             | 1:51 |
| 9.  | The Big Brain     |             |             | 1:36 |
| 10. | The Red Bus       |             |             | 1:42 |
| 11. | Jail              |             |             | 2:03 |
| 12. | The Getaway       |             |             | 2:55 |